# Río Papaloteca
Río Papaloteca är ett vattendrag i Honduras.   Det ligger i departementet Atlántida, i den centrala delen av landet, 210 km norr om huvudstaden Tegucigalpa.